# Isabella d'Aragona (contessa d'Urgell)
Isabella Perez, o di Aragona, Isabel in spagnolo, in asturiano, in aragonese, in portoghese e in galiziano e anche in inglese, Elisabet in catalano e in basco e Isabelle in francese (Barcellona, 1380 – Alcolea de Cinca, 1424), principessa della Casa d'Aragona, fu contessa consorte di Urgell dal 1408 al 1413.

## Origine

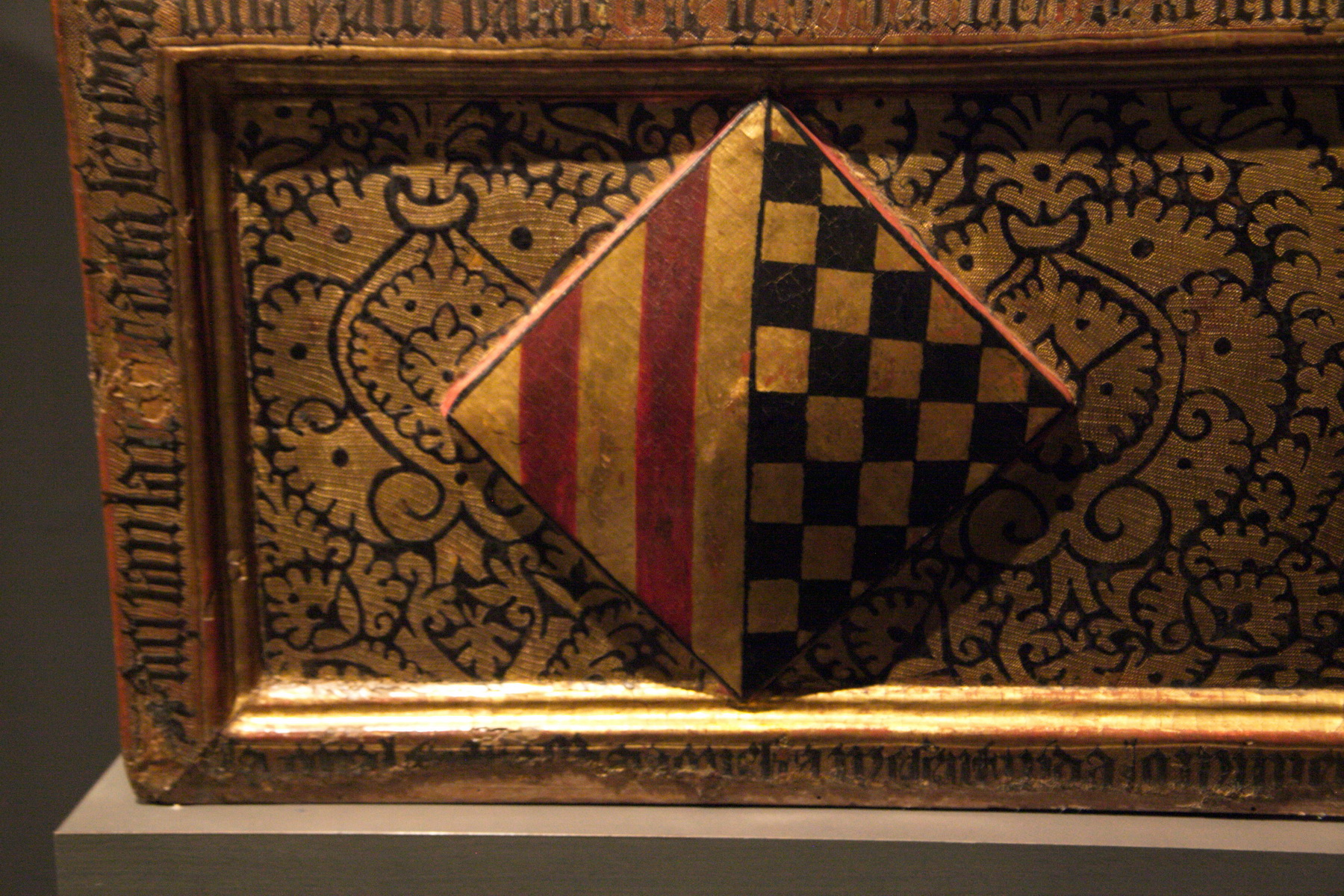
Sepolcro di Isabella (particolare dello stemma di Urgell)

Secondo il Los cinco libros postreros de la primera parte de los Anales de la Corona de Aragón, v.2, Isabella era la figlia ultimogenita del re di Aragona, di Valencia, di Maiorca, di Sardegna e di Corsica, Conte di Barcellona e delle altre contee catalane, Pietro IV il Cerimonioso e della sua quarta moglie, Sibilla di Fortià, figlia di un cavaliere di Ampurias (piccola nobiltà della contea di Empuries), il barone Bernardo di Fortià e di Francesca di Vilamari, figlia di Bernardo di Villamari e di Francesca di Palau.

Pietro IV il Cerimonioso, secondo il capitolo XXXVIII della Cronaca piniatense, era il figlio maschio secondogenito del re d'Aragona, di Valencia e di Sardegna, conte di Barcellona, di Urgell, di Empúries e delle altre contee catalane, Alfonso il Benigno e della sua prima moglie, la baronessa di Entenza (la baronia di Entenza comprendeva una parte di territorio situato tra l'Aragona ed il Sobrarbe) e signora d'Alcolea e di Chiva, baronessa di Antillón, contessa di Urgel e viscontessa di Àger, Teresa di Entenza, che era figlia di Gombaldo di Entenza, barone di Entenza e signore d'Alcolea e di Chiva e dell'erede della contea di Urgell, la baronessa di Antillón, Constanza di Antillón, che come ci conferma il contratto di matrimonio di Teresa era nipote del defunto conte di Urgell, Ermengol X (Gombaldi d´Entença et Constancie uxoris eiusdem, nepotemque Ermengaudi quondam comitis Urgellensis), che come ci conferma la Historia de los condes de Urgel, Volume 9 era figlia di Sancho d'Antillon e di Eleonora d'Urgell, a sua volta figlia del conte Álvaro I d'Urgell e sorellastra dell'ultimo conte della casa di Urgell, Ermengol X, (1260-luglio 1314).

Isabella era sorellastra dei re della Corona d'Aragona, Giovanni I il Cacciatore e Martino I il Vecchio.

## Biografia
Ancora secondo il Los cinco libros postreros de la primera parte de los Anales de la Corona de Aragón, v.2, sua madre Sibilla era al suo secondo matrimonio, essendo vedova di don Artal de Foces.
Verso il 1400, era stato programmato un matrimonio tra Isabella e Giovanni del Palatinato-Neumarkt il figlio secondogenito del rex Romanorum Roberto del Palatinato, ma nel 1401 la trattativa di matrimonio non si concluse.
Sempre secondo il Los cinco libros postreros de la primera parte de los Anales de la Corona de Aragón, v.2, il 29 luglio 1407, Isabella sposò l'erede della contea di Urgell, Giacomo (1380-1433), come conferma il Los cinco libros postreros de la primera parte de los Anales de la Corona de Aragón, v.2, era il figlio terzogenito (maschio secondogenito) del conte di Urgel, visconte di Àger, barone di Entenza, Antillón e Fraga, Pietro II, e della signora di Acqui, Margherita del Monferrato, che, secondo il Ragionamento familiare dell´origine dei Marchesi di Monferrato, per Benvenuto di S. Giorgio, era figlia di Giovanni II Paleologo, Marchese del Monferrato, e della sua seconda moglie, Elisabetta di Maiorca, regina titolare di Maiorca, contessa titolare di Rossiglione e di Cerdagna, figlia secondogenita del re di Maiorca, conte di Rossiglione e di Cerdagna, signore di Montpellier e principe d'Acaia, Giacomo III il Temerario e della principessa di Aragona Costanza d'Aragona.
Suo suocero, Pietro II (don Pedro Conde de Urgel) morì nel castello di Balaguer (en el castillo de Balaguer), nel giugno 1408, come viene riportato in Los cinco libros postreros de la primera parte de los Anales de la Corona de Aragón, v.2.
Giacomo succedette al padre nei titolo di conte di Urgell, di visconte di Àger e barone di Fraga, come Giacomo II, e due anni dopo alla morte del fratello Giovanni (1396-1410), divenne barone di Entenza e Antillón.
A seguito della morte dell'erede al trono della Corona d'Aragona, Martino il Giovane, nel luglio del 1409, il re d'Aragona, il fratellastro di Isabella Martino I di Aragona nominò suo marito, Giacomo II, Governatore generale del regno (carica che spettava all'erede al trono).

Dato che Martino I, dalla seconda moglie non aveva avuto altri eredi legittimi, pensò di lasciare il trono al nipote, il figlio illegittimo di Martino il Giovane, Federico di Luna, che avrebbe dovuto essere legittimato, per cui, nel 1410, sospese Giacomo II dalla carica di Governatore generale, anche per le pressioni dell'arcivescovo di Saragozza.
Martino I improvvisamente morì il 31 maggio 1410, all'età di 52 anni, senza aver portato a termine la legittimazione del nipote e avendo esautorato Giacomo II, che entrò in armi in Saragozza, a cui seguì un periodo di incertezza, detto "l'interregno", che durò due anni e che, essendo l'opinione pubblica molto divisa tra i vari pretendenti (cinque: oltre ai due già menzionati vi erano Alfonso d'Aragona, duca de Gandia, nipote, per linea maschile, di Giacomo II il Giusto; Luigi III d'Angiò, duca di Calabria, nipote, attraverso sua madre, Iolanda di Aragona, di Giovanni I di Aragona e Ferdinando di Trastamara, el de Antequera, figlio di Eleonora d'Aragona, sorella di Martino il Vecchio), portò l'Aragona sull'orlo della guerra civile.
Le Cortes di Catalogna, di Valencia e d'Aragona decisero per un arbitrato, nominarono tre rappresentanti per regno, trascurando però di invitare i rappresentanti di Maiorca, Sicilia e Sardegna: i nove delegati scelsero tra i cinque pretendenti e, col Compromesso di Caspe, del 1412, decisero che sarebbe stato sovrano della corona d'Aragona e re di Sicilia Ferdinando el de Antequera, infante del castigliano casato di Trastámara.

Ferdinando di Trastámara o d'Antequera, dopo l'incoronazione, offri a Giacomo II il prestigioso titolo di Duca di Montblanc, 150.000 fiorini e il matrimonio tra il proprio figlio, Enrico e la figlia di Giacomo II, Isabella; ma Giacomo II consigliato dalla madre Margherita, rifiutò e non riconobbe la decisione di Caspe, anzi, ottenuto l'aiuto degli Inglesi, dei guasconi e dei Navarresi, diede inizio ad una guerra civile, durante la quale, sopportato da Antonio de Luna, nel giugno del 1413, attaccò Huesca e Lérida, ma poi fu sconfitto da Ferdinando che lo assediò a Balaguer.

 Il 31 ottobre 1413, Giacomo si arrese, a Balaguer.
Ferdinando gli fece grazia della vita, ma lo imprigionò e gli confiscò tutti i suoi titoli, inclusa la dote di Isabella, lo confinò in un castello, dove, mantenendo la sua servitù e conducendo una vita normale, passò il resto della vita.
Isabella, dal 1314, visse nel regno di Aragona, tra Saragozza, Sixena e Alcolea de Cinca, città che, nel 1417, le fu restituita dal nuovo re, Alfonso il Magnanimo, e dove continuò a vivere sino alla sua morte, avvenuta il 28 gennaio 1424.
Suo marito, Giacomo II, passò il resto della sua vita in diverse prigioni sino a che, nel 1426, fu trasferito al Castello di Jàtiva, dove morí il primo giugno 1433.

## Discendenza
Isabella a Giacomo diede cinque figli:
- Isabella di Urgell (1409-1443), che sposò Pietro d'Aviz;
- Eleonora di Urgell (1414-1438), che sposò Raimondo Orsini, Principe di Salerno, duca di Amalfi e conte di Nola;
- Giovanna di Urgell (1415-1446), che sposò prima Giovanni I, conte di Foix, come ci conferma la Chroniques romanes des comtes de Foix,[18] e poi Giovanni Raimondo Folch III de Cardona;
- Filippo di Urgell († 1422);
- Caterina di Urgell († 1424).

## Ascendenza
|                            |   |                                      | Genitori                                      |  |  | Nonni |  |  | Bisnonni               |  |  | Trisnonni              |  |
|                            |   |                                      |                                               |  |  |       |  |  | Jaume II, re d'Aragona |  |  | Pere III, re d'Aragona |  |
|                            |   |                                      |                                               |  |  |       |  |  | Jaume II, re d'Aragona |  |  | Pere III, re d'Aragona |  |
|                            |   | Costanza II di Sicilia               |                                               |  |  |       |  |  | Jaume II, re d'Aragona |  |  |                        |  |
| Alfons IV, re d'Aragona    |   |                                      |                                               |  |  |       |  |  | Jaume II, re d'Aragona |  |  |                        |  |
|                            |   | Bianca di Napoli                     | Charles II, re di Napoli                      |  |  |       |  |  |                        |  |  |                        |  |
|                            |   | Bianca di Napoli                     | Charles II, re di Napoli                      |  |  |       |  |  |                        |  |  |                        |  |
|                            |   | Bianca di Napoli                     | Mária Magyarországi                           |  |  |       |  |  |                        |  |  |                        |  |
| Pere IV, re d'Aragona      |   | Bianca di Napoli                     |                                               |  |  |       |  |  |                        |  |  |                        |  |
|                            |   | Gombau d'Entença, signore di Alcolea | Bernat Guillem II d'Entença, signore di Fraga |  |  |       |  |  |                        |  |  |                        |  |
|                            |   | Gombau d'Entença, signore di Alcolea | Bernat Guillem II d'Entença, signore di Fraga |  |  |       |  |  |                        |  |  |                        |  |
|                            |   | Gombau d'Entença, signore di Alcolea | Alamanda de Sant Martí                        |  |  |       |  |  |                        |  |  |                        |  |
| Teresa d'Entença           |   | Gombau d'Entença, signore di Alcolea |                                               |  |  |       |  |  |                        |  |  |                        |  |
|                            |   | Constanza de Antillón i de Cabrera   | Sancho, barone d'Antillón                     |  |  |       |  |  |                        |  |  |                        |  |
|                            |   | Constanza de Antillón i de Cabrera   | Sancho, barone d'Antillón                     |  |  |       |  |  |                        |  |  |                        |  |
|                            |   | Constanza de Antillón i de Cabrera   | Elionor de Cabrera i de Montcada              |  |  |       |  |  |                        |  |  |                        |  |
| Isabel d'Aragó i de Fortià |   | Constanza de Antillón i de Cabrera   |                                               |  |  |       |  |  |                        |  |  |                        |  |
|                            | … | …                                    |                                               |  |  |       |  |  |                        |  |  |                        |  |
|                            | … | …                                    |                                               |  |  |       |  |  |                        |  |  |                        |  |
|                            | … | …                                    |                                               |  |  |       |  |  |                        |  |  |                        |  |
| Bernardo de Fortiá         | … |                                      |                                               |  |  |       |  |  |                        |  |  |                        |  |
|                            |   | …                                    | …                                             |  |  |       |  |  |                        |  |  |                        |  |
|                            |   | …                                    | …                                             |  |  |       |  |  |                        |  |  |                        |  |
|                            |   | …                                    | …                                             |  |  |       |  |  |                        |  |  |                        |  |
| Sibilla de Fortià          |   | …                                    |                                               |  |  |       |  |  |                        |  |  |                        |  |
|                            |   | Bernardo I de Vilamarí               | …                                             |  |  |       |  |  |                        |  |  |                        |  |
|                            |   | Bernardo I de Vilamarí               | …                                             |  |  |       |  |  |                        |  |  |                        |  |
|                            |   | Bernardo I de Vilamarí               | …                                             |  |  |       |  |  |                        |  |  |                        |  |
| Francesca de Vilamarí      |   | Bernardo I de Vilamarí               |                                               |  |  |       |  |  |                        |  |  |                        |  |
|                            |   | Francesca de Palau                   | …                                             |  |  |       |  |  |                        |  |  |                        |  |
|                            |   | Francesca de Palau                   | …                                             |  |  |       |  |  |                        |  |  |                        |  |
|                            |   | Francesca de Palau                   | …                                             |  |  |       |  |  |                        |  |  |                        |  |
|                            |   | Francesca de Palau                   |                                               |  |  |       |  |  |                        |  |  |                        |  |

### Fonti primarie
- (LA) Rerum Italicarum scriptores, Tomo XXIII, su gutenberg.beic.it. URL consultato il 2 ottobre 2023.
- (ES) CARTULARIO SAN JUAN DE LA PENA, su Biblioteca Virtual Miguel de Cervantes. URL consultato il 2 ottobre 2023 (archiviato dall'url originale il 17 febbraio 2020).

### Letteratura storiografica
- Rafael Altamira, Spagna, 1412-1516, in Storia del mondo medievale, vol. VII, 1999, pp. 546-575.
- (ES) Diego de Monfar y Sors, Historia de los condes de Urgel, vol. 10, Barcelona, D. José Eusebio Monfort, 1853. URL consultato il 4 ottobre 2023.
- (CA) Manuel Pastor i Madalena, El cartulari de Xestalgar: memòria escrita d'un senyoriu valencià (PDF), Barcelona, Arts Gràfiques Bobalà, 2005, ISBN 978-84-9779-250-9. URL consultato il 30 settembre 2023 (archiviato dall'url originale il 31 marzo 2016).
- (CA) Chroniques romanes des comtes de Foix / composées au XVe siècle par Arnaud Esquerrier et Miégeville; et publiées pour la première fois, par Félix Pasquier, Henri Courteault, 1895. URL consultato il 4 ottobre 2023.
- (ES) Zurita, Jerónimo, Los cinco libros postreros de la primera parte de los Anales de la Corona de Aragón. tomo segundo [v.2], su Biblioteca Virtual de Aragón, 1610. URL consultato il 4 ottobre 2023.